# حوضخانه بوکان
حوضخانهٔ بوکان بنایی قدیمی در بوکان واقع در استان آذربایجان غربی است. این مکان در دورهٔ قاجار به هدف تأمین آب شهر ساخته شده و بانی آن سردار دوم بوکان، سردار سیف الدین خان مکری بوده است.
این حوض در زمان احداث، به صورت روباز بود و در ابعاد ۲۵ در ۳۰ متر و به عمق چهار متر و ظرفیت ۱۰۰۰ متر مکعب به دستور سیف‌الدین‌خان در کنار مسجد و قلعه سردار روی چشمهٔ اصلی ساخته شد. منبع اصلی آب این حوضخانه، بلندی‌های سمت شرقی شهر و کوه نالشکینه است.
این استخر در گذشته آب تمام مناطق شهر بوکان که عبارت بودند از محلهٔ «قلعه سردار، محلهٔ باغ قاضی، محله زاخه، خورینک و محلهٔ یهودیان» را کامل تأمین می‌کرد. حوض بوکان (حه‌وزه گه‌وره) در آن زمان روباز بوده و زنان و دختران در کنار و اطراف آن ظروف و رخت‌ها را می‌شستند و آب حوض را برای مصارف دیگر نیز به کار می‌بردند.
در دههٔ‌های اخیر به دلیل مسائل امنیتی و بهداشتی روی استخر را با سوله پوشاندند. حوضخانهٔ بوکان هستهٔ اولیهٔ توسعه و آبادانی این شهر بوده و نزد اهالی این منطقه از محبوبیت زیادی برخورد دار است. این مکان در فهرست آثار ملی ایران تاکنون ثبت نشده است.
این حوضخانه در حالت فعلی دارای استخری به مساحت ۴۳۷ متر مربع بوده و آب شرب ۲۰ درصد جمعیت شهری بوکان را تأمین می‌کند.